# Alexander Sanders
Pour les articles homonymes, voir Sanders.
 (septembre 2024).
Si vous disposez d'ouvrages ou d'articles de référence ou si vous connaissez des sites web de qualité traitant du thème abordé ici, merci de compléter l'article en donnant les références utiles à sa vérifiabilité et en les liant à la section « Notes et références ».
Alex Sanders (6 juin 1926 - 30 avril 1988), né Orrell Alexander Carter, successeur sulfureux et décrié de Gérald Gardner, fonda la tradition alexandrienne, branche du mouvement Wicca qui est très développée au Royaume-Uni et au Canada.

## Biographie
Né à Birkenhead, Alexander Sanders, le plus âgé d'une famille de six enfants, fut initié à la sorcellerie par sa grand-mère Marry Biddy. Il devint chimiste dans un laboratoire de Manchester et se maria en 1950, avant de se séparer de sa femme cinq ans plus tard.
Il étudia la magie d'Abramelin le magicien (1362-1460) et fonda son premier coven. En 1965, soutenu par 100 covens, il fut élu « roi des sorciers ».
Durant les années 1960, il rencontra Maxine Morris qu'il initia à la sorcellerie avant qu'elle ne devienne sa grande prêtresse. Ils se marièrent en 1967 et s'installèrent à proximité du pont de Notting Hill, à Londres, où ils fondèrent un coven. Leur célébrité apparut avec un article de journal en 1969 qui relatait la sortie d'une biographie de Sanders intitulée Roi des sorciers de June Johns (1969) et la sortie du film La légende des sorciers.
Sanders apparut alors dans de nombreux shows télévisés.
Les Sanders se séparèrent en 1971 et Alexander Sanders partit dans le Sussex.
Il mourut à la veille de Beltaine (Beltane Eve), le 30 avril 1988, des suites du cancer du poumon.